# That Certain Woman
That Certain Woman és una pel·lícula estatunidenca dirigida per Edmund Goulding i estrenada l'any 1937.

## Argument
Mary Donnell (Bette Davis), casada als setze anys amb un gàngster i vídua després que aquest sigui metrallat el dia de Sant Valentí, tracta de viure al marge de la seua fama orientant la seua vida cap a una finalitat útil. És secretària de l'advocat Lloyd Rogers (Ian Hunter), un home que porta una existència infeliç com a home casat i que l'estima, tot i que sap guardar les distàncies. Quan Jack Merrick (Henry Fonda), el malgastador fill d'un dels clients més influents (Donald Crisp) de Rogers, torna d'Europa i assegura que encara estima Mary, ella accedeix a fugir amb ell i es casen aquella mateixa nit. El pare de Merrick segueix la pista dels fugitius fins a la suite on passen la seua lluna de mel i insisteix que el matrimoni s'anul·li immediatament. Sabent que Jack és molt feble, Mary l'abandona, encara que sense deixar d'estimar-lo, i torna a treballar amb Rogers fins que neix el seu fill. Prega llavors a Rogers, que arriba a idolatrar el petit, que mantingui en secret que Jack n'és el pare. El jove Merrick es casa de nou després de l'anul·lació, però la seua esposa queda invàlida per sempre en un accident d'automòbil durant la lluna de mel. Rogers, que pateix unes febres recurrents, s'escapoleix de l'hospital i es presenta a l'apartament de Mary. Abans de morir, li diu que sempre l'ha estimada i que al seu testament ha pensat en ella i el seu fill. Quan els diaris donen un caràcter sensacionalista a la mort de Rogers, la seva vídua (Katherine Alexander) sospita que potser fos Rogers el pare del nen de Mary. Jack Merry acudeix en ajuda de Mary i s'assabenta que el petit, que ara ja té quatre anys, és en realitat fill seu. El pare de Merrick, en saber de l'existència del seu net, pren mesures perquè sigui arrabassat legalment el xiquet a la seua mare, basant-se en el fet que ella està incapacitada. Abans de permetre tal cosa, Mary demana a Jack i a la seua esposa Flip (Anita Louise) que adoptin l'infant. Mary se'n va a Europa i viu en solitud amb els diners que li va deixar Rogers. Quan l'esposa de Jack mor, aquest va a veure-la i Mary comprèn que segueix estimant-lo.

## Crítica
- "Bette Davis demostra una lloable versatilitat en la seua actuació en That Certain Woman, que exigeix del seu talent més que qualsevol altre film en què hagi aparegut. Sense ésser d'una bellesa captivadora, presenta, però, un gran encant femení. Des del començament fins al final ... ofereix una interpretació cinematogràfica del més alt nivell."[2]
- "La senyoreta Davis actua valentament, com és usual en ella, omplint de matisos un paper que, en mans menys aptes, hauria resultat tan gris com les ombres que l'envolten ... Les heroïnes clàssiques de la tragèdia hauran a partir d'ara fer un lloc en el seu panteó al personatge de Mary Donnell, els infortunis de la qual ha de carregar virilment en That Certain Woman. Amb els gossos del destí udolant rere els seus talons, l'evolució del film ve a ser una carrera d'obstacles, la major part dels quals afecten Mary. No és estrany que en la Warner ho considerin com el paper emocionalment més important de la senyoreta Davis. El tractament que aquesta rep convertiria en emocional a l'actriu més estoica de la seua plantilla."[3]

## Repartiment
- Bette Davis
- Henry Fonda
- Ian Hunter
- Anita Louise
- Donald Crisp
- Katherine Alexander
- Mary Phillips
- Minor Watson
- Ben Welden
- Sidney Toler
- Charles Trowbridge
- Norman Willis
- Herbert Rawlinson
- Rosalind Marquis
- Frank Faylen
- Willard Parker[1]

## Curiositats
- That Certain Woman és un remake d'un film de l'any 1929, The Trespasser, amb Gloria Swanson com a protagonista.[1]